# Mojodowo
Mojodowo is een bestuurslaag in het regentschap Mojokerto van de provincie Oost-Java, Indonesië. Mojodowo telt 1587 inwoners (volkstelling 2010).